# Marc Amsler
Marc Amsler (Vevey, 5 februari 1891 – Sierre, 3 mei 1968) was een Zwitsers hoogleraar en oogheelkundige. Hij is de bedenker van het Amslerrooster.

## Biografie
Marc Amsler werd 1935 hoofdoogarts in Lausanne, als opvolger van Jules Gonin. Vervolgens werd hij in 1944 directeur van de oogkliniek van de Universiteit van Zürich, als opvolger van Alfred Vogt. Amsler werd vooral bekend van het Amslerrooster dat hij ontwikkelde, gebaseerd op een oogtest ontwikkeld door Edmund Landolt. In 1951 voerde hij ook de eerste hoornvliestransplantatie uit in de oogkliniek van Zürich. In 1961 ging Amsler op pensioen. Hij werd opgevolgd door Rudolf Witmer.

## Werken
- "Le keratocone fruste au Javal" in Ophthalmologica, 1938, 77-83.
- "Heterochromie de Fuchs et fragilite vasculaire" in Ophthalmologica, 1946, 177 (samen met Florian Verrey).
- Lehrbuch der Augenheilkunde, Karger, Bazel, 1948 (samen met A. Brückner, Adolphe Franceschetti, Hans Goldmann en Enrico Bernardo Streiff).
- "Quantitative and qualitative vision" in Transactions of the Ophthalmological Society of the United Kingdom, 1949, 397-410.
- "Mydriase et myose directes et instantanées par les médiateurs chimiques" in Annales d'oculistique, 1949, 936 (samen met Florian Verrey).
- "Earliest symptoms of diseases of the macula" in The British Journal of Ophthalmology, 1953, 521-537.
- L'Humeur Aqueuse et ses Fonctions, Masson, Parijs, 1955 (samen met Florian Verrey en Alfred Huber).